# Orthocladius oliveri
Orthocladius oliveri är en tvåvingeart som beskrevs av Soponis 1977. Orthocladius oliveri ingår i släktet Orthocladius och familjen fjädermyggor. Inga underarter finns listade i Catalogue of Life.